# Asociación Española de Empresas de Consultoría
La Asociación Española de Empresas de Consultoría (AEC) fue fundada en 1977. Actualmente su sede se encuentra ubicada en Madrid y agrupa a la mayoría de las empresas españolas de consultoría en dirección y organización de empresas y de tecnología de la información y comunicación.
Las AEC desde 2017 engloban a las siguientes 27 empresas de consultoría: Accenture, Altran, Atos, Ayesa, Bilbomática, Capgemini, connectis, Delaware, Deloitte, DXC Technology, Ernst&Young, Everis, GFI Informática, Hewlett Packard, IBM, Indra, Informática El Corte Inglés, INSA, IOR, Neoris, Oesía, PwC, Cegos, Tecnocom, Telvent, Unisys y VASS.
Esta asociación fue presidida por el exministro de trabajo, empresario, editor y escritor sevillano Manuel Pimentel. Posteriormente fue presidida por la exministra Elena Salgado.Desde 2024 su presidente es José María Beneyto.